# 亘理元宗
亘理 元宗（わたり もとむね）は、戦国時代から安土桃山時代にかけての武将。伊達氏の重臣。亘理氏17代当主。陸奥国亘理郡亘理城主。官位は従五位下・兵庫頭。

## 生涯
享禄3年（1530年）、伊達稙宗の十二男として誕生。
天文12年（1543年）3月、外祖父・亘理宗隆の養嗣子となっていた同母兄・綱宗が討死したため、亘理氏の跡取りとなり、天文の乱終結後に家督を相続した。この頃の所領は亘理郡の20か村、伊具郡の6か村（藤田村、島田村、枝野村、尾山村、坂津田村、平貫村）、名取郡の長谷村であった。それまでの亘理氏の居城であった小堤城の北東に、新たに亘理城を築いて移った。
天文21年（1552年）には、長兄・伊達晴宗の命を受けて上洛した。この折に武田信虎の知遇を得て、佩刀「綱広」を贈られた。永禄13年（1570年）4月、甥の輝宗が中野宗時を討伐した際には、逃げ延びる宗時らを刈田郡宮河原で迎撃した。名取郡の小川村と笠島村、伊具郡の小田村、長井（置賜郡）の河原津村の4か村を加増された。天正2年（1574年）、輝宗が天正最上の乱に最上義守方として参戦すると、最上領に通じる篠谷口へと出陣。9月には和平交渉のため最上氏重臣・氏家守棟と会談し、同月10日に和睦が成立した。天正6年（1578年）、輝宗が越後国への介入を開始すると、相馬盛胤との戦の指揮を一任された。
輝宗の子・政宗の代にも人取橋の戦い・葛西大崎一揆鎮圧等に従軍するなど、伊達一門の重鎮として軍事・外交面で引き続き活躍した。天正19年（1591年）、伊達家の岩出山移封に伴い、遠田郡涌谷城に移され885貫5文（8850石）を領した。
文禄3年（1594年）6月19日、遠田郡大貫にて病死した。享年65。
子孫は仙台藩の一門である涌谷伊達家となる。

## 系譜
- 父：伊達稙宗（1488-1565）
- 母：亘理宗隆の娘
- 正室：月光院 - 国分盛氏の娘
  - 男子：亘理重宗（1552-1620）
  - 女子 - 黒川義康正室

```
蘆名盛高━━女
　　　　　　┣━━━━伊達晴宗
　　　　　伊達稙宗
　　　　　　┃　┏━亘理綱宗　　
　　　　　　┣━━┫　　　　　　
　　　　　　┃　┗━亘理元宗
亘理宗隆━━女

```

## 登場作品
- 『独眼竜政宗』（NHK大河ドラマ、1987年）演：鶴田忍